# Kloster Chalivoy
Das Kloster Chalivoy (Notre-Dame de Chalivoy; Callovium) ist eine ehemalige Zisterzienserabtei in der Gemeinde Herry im Département Cher, Region Centre-Val de Loire, in Frankreich. Es lag rund 15 km südöstlich von Sancerre an der Vauvise.

## Geschichte
Das Kloster wurde 1133 vom Erzbischof von Bourges, Vulgrin, auf eine Stiftung von Guifroy de Magny bei der Eremitage von Font-Just gegründet, aber bereits 1138 an seinen neuen Ort verlegt, und schloss sich als Tochterkloster von Kloster Bourras aus der Filiation der Primarabtei Pontigny dem Zisterzienserorden an. 1544 und 1562 wurde die Abtei zerstört, in der Folge aber wieder aufgebaut, die Kirche erst 1777. In der Französischen Revolution fand die Abtei 1791 ihr Ende.
Antoine Furetière war von 1662 bis 1688 Kommendatarabt von Chalivoy.

## Bauten und Anlage
Die Klosterkirche soll eine der größten im Bistum Bourges gewesen sein. Erhalten sind ein wahrscheinlich im 19. Jahrhundert umgebauter Klosterflügel aus dem 18. Jahrhundert und zwei Communs sowie die runde Basis eines Taubenhauses aus dem 16. Jahrhundert. Auf dem Klostergelände befindet sich heute ein Schloss.